# Bình Đào
Bình Đào là một xã thuộc huyện Thăng Bình, tỉnh Quảng Nam, Việt Nam.

## Địa lý
Xã Bình Đào nằm ở vị trí trung tâm của cụm bảy xã vùng đông huyện Thăng Bình, có vị trí địa lý:
- Phía bắc giáp xã Bình Dương
- Phía nam giáp Bình Hải
- Phía tây giáp Bình Triều và xã Bình Sa
- Phía đông giáp Bình Minh.

Xã Bình Đào có diện tích 11,50 km², dân số năm 2019 là 7.239 người, mật độ dân số đạt 630 người/km².
Bình Đào tuy là trung tâm nhưng cũng có không ít khó khăn do diện tích tự nhiên trải dài theo hướng bắc nam, phần lớn theo hướng đông tây là diện tích đất cát vàng chiếm khá lớn.
Các trục đường giao thông chính đi qua xã là DT613 (QL 14E nối dài) và tuyến đường huyện nối từ Bình Dương đến Bình Nam. Theo quy hoạch thì đây sẽ là trục giao thông nối từ Hội An đến Tam Kỳ. Hiện nay các trục chính đã được xây dựng kiên cố để phục vụ cho mục tiêu phát triển kinh tế văn hoá và xã hội cho cả vùng. Sông Trường Giang nằm ờ phía tây và chạy dọc theo suốt chiều dài tự nhiên, đây là một yếu tố thuận lợi cho việc nuôi trồng thủy hải sản và giao thông đường thủy và du lịch.

## Hành chính
Xã Bình Đào được chia thành 4 thôn: Trà Đóa 1, Trà Đóa 2, Phước Long, Vân Tiên.

## Xã hội
Trung tâm Hành chính xã đặt tại thôn Phước Long, trường tiểu học Nguyễn Thị Minh Khai có trụ sở chính tại thôn Phước Long và có các phân hiệu ở mỗi thôn, trường THCS Nguyễn Hiền đặt tại thôn Trà Đóa 1, trạm y tế đặt tại thôn Trà Đóa 1, với đội ngủ y bác sĩ có chuyên môn và rải đều xuống từng thôn,hệ thống truyền thanh của xã đã được xây dựng mới và phát huy khá tốt phục vụ nhân dân. Các cấp chính quyền thường xuyên phối hợp cùng Đoàn Thanh niên, hội Phụ Nữ tổ chức các hội diễn văn nghệ và thể thao như bóng đá,bóng chuyền và đua ghe tạo ra sân chơi sôi nổi,bổ ích cho nhân dân.